# Dingelstedt am Huy
Dingelstedt am Huy is een plaats en voormalige gemeente in de Duitse deelstaat Saksen-Anhalt, en maakt deel uit van de Landkreis Harz.
Dingelstedt am Huy telt 1.795 inwoners.

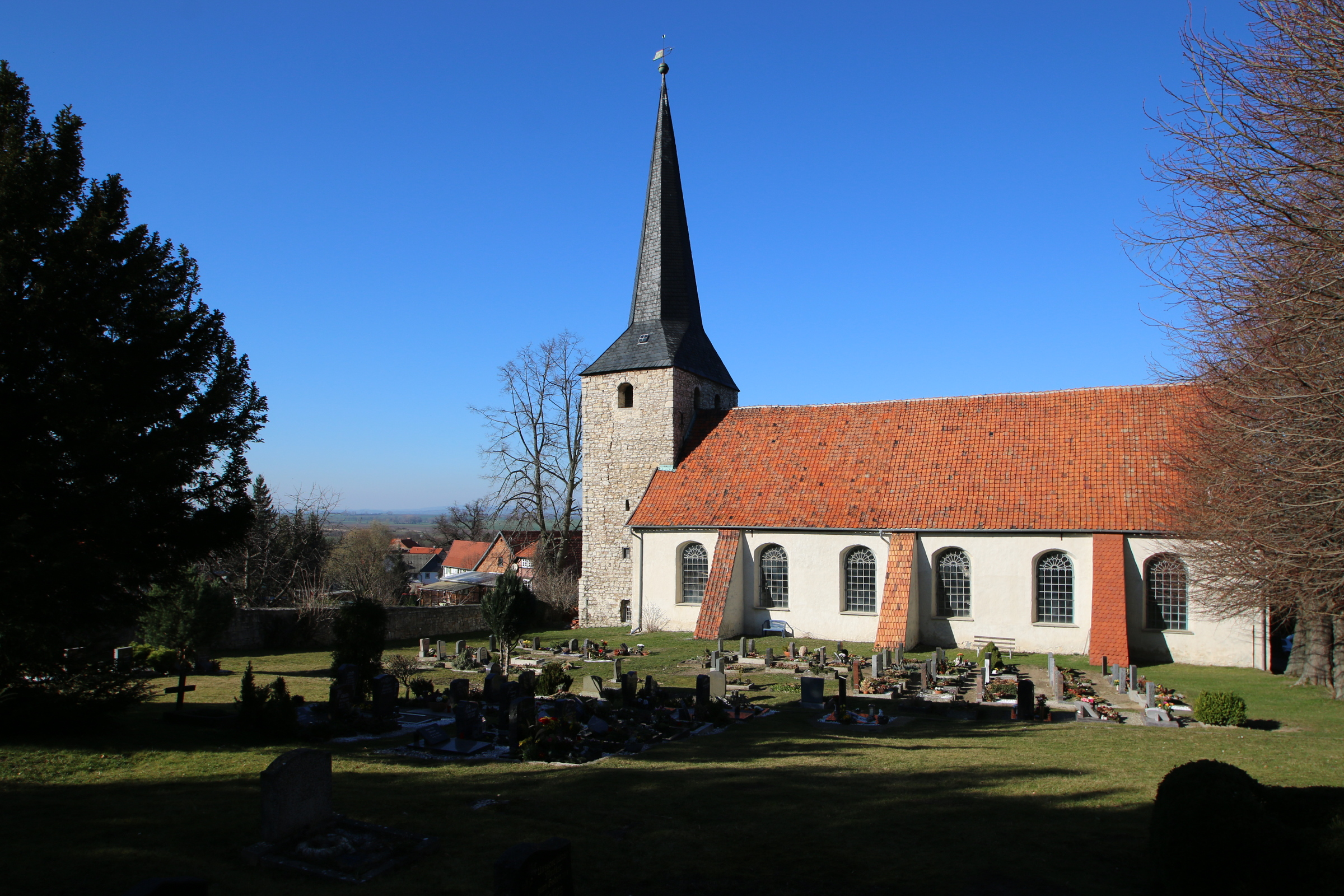
Dorpskerk